# 海雅西
海雅西（Jesse Boardman Hartwell；1835年10月17日—1912年1月3日）是美南浸信会在中国北方山东省的先锋传教士。
1835年10月17日，海雅西出生于美國南卡罗莱纳州的达灵顿，祖父是牧師，父亲与浸信会传教士路德·赖斯（Luther Rice）关系密切，将幼年的海雅西奉献作未来的传教士。海雅西于1850年7月14日受浸。1855年海雅西毕业于傅尔曼大学，任教于黎巴嫩山大学。1858年（23岁）被美南浸信会按立为传教士，同年9月29日与周以利沙（Eliza H. Jewett）结婚，11月受差遣，携新婚妻子，从纽约前往中国传教。
在海上航行70多日，他们才抵达香港，次年初到上海。7个月后，海雅西已能用中文向中国人传福音。1860年，海雅西同高第丕和花雅各三人曾前往苏州拜会忠王李秀成。
1860年12月，海雅西夫妇和花雅各夫妇北上山东烟台，1861年初，海雅西夫妇迁至登州府（今蓬莱），1862年10月5日在北街建立了建立了华北第一个浸信会，已有信徒8人。并以此為基地，扩展到附近的黄县（1864）、平度。
由于在南北战争中南方战败，美南浸信会面临经济困难，海雅西一度被迫到上海公共租界工部局工作。1870年6月9日，海周以利沙难产去世，他回到美国，娶了以利沙的妹妹朱丽亚（julia jewett），1872年回到山东。1875年，海雅西因妻子的疾病回到美國。1879年他受命向旧金山华侨布道。他们到达旧金山10天之后，1879年12月2日第二任妻子去世。他开办夜校，1880年成立旧金山第一华人浸信会。1888年在天后庙街修建起一座华人教堂。
1893年，海雅西奉差会派遣，携第三任妻子夏洛特（Charlotte Elizabeth Norris Hartwell ）回到登州。他修复因高第丕自立而造成的裂痕，并开办神道学堂，1906年用卜氏（J. C. Bush）的捐款，在黃县東門外林家庄兴建卜氏神道学堂（布式神道学校，Bush Theological Seminary）。1893年，夏洛特在登州开办北街学校，即華北女校的前身。
1903年10月4日，第三任妻子夏洛特去世，享年60岁。1912年1月3日，海雅西在烟台病故，享年77岁。